# Destroy All Humans! (відеогра)
Destroy All Humans! (англ. Знищити людство!) — американська відеогра жанру пригодницький бойовик у відкритому світі 2005 року, яка була розроблена Pandemic Studios і видана THQ для PlayStation 2 і Xbox. Перша частина серії ігор Destroy All Humans!, дія якої відбувається в 1959 році в Сполучених Штатах Америки й пародіює спосіб життя, попкультуру та політичні погляди того періоду. Гравець управляє Криптоспорідієм-137 (відсилання до найпростішого паразита Cryptosporidium), представником вигаданої іншопланетної раси фуронів, який прибув на Землю, щоб зібрати ДНК у людей для продовження процесу клонування свого виду. Destroy All Humans! отримала загалом позитивні відгуки критиків. Оригінал був портований на PlayStation 4 у 2016 році разом із продовженням. Повний римейк гри вийшов 28 липня 2020 року.

## Сетинг
Дія гри Destroy All Humans! розгортається в США в 1959 році та складається з шести локацій: Ферма Ріпа (південна фермерська громада в штаті Теннессі), Роквілл (місто в штаті Небраска), Санта-Модеста (пародія на Санта-Моніку), Зона 42 (пародія на Зону 51, але розташована в Нью-Мексико), Юніон-Таун (індустріальне місто на східному узбережжі) і Капітолій (пародія на Вашингтон, округ Колумбія). Всі будівлі й споруди в цих середовищах можуть бути зруйновані (за винятком дерев і скель), а люди можуть бути стривожені присутністю Крипто в цих місцях. Поки одні біжать або ховаються, інші озброюються та дають відсіч. Система оповіщення, подібно до «рівня розшуку» в «Grand Theft Auto», вказує на те, скільки уваги привернув Крипто. Залежно від рівня тривоги, поліція, військові та врешті-решт, Majestic намагатимуться захистити цивільне населення від Крипто.
Нейтральні неігрові персонажі часто посилаються на попкультуру кінця 1950-х років, такі як Едсел, Мерілін Монро та «Айк» Дуайт Ейзенхауер, коли їх сканує Крипто. Відповідно до атмосфери холодної війни, ворожі неігрові персонажі називають Крипто «комуністом», а його різноманітні дії називають у новинах комуністичними атаками.
Військові технології в грі зображені як набагато досконаліші, ніж вони були насправді в 1950-х роках, з армією США, що володіє вартовими гарматами, автоматизованими зенітними батареями, гігантськими, ультрарадіоактивними котушками Тесла і механізованими ходунками. Група Majestic, схоже, також оснащена енергетичною зброєю і переробленою технологією фуронів.
Центром гри є материнський корабель Фурон на орбіті навколо Землі, який віддалено нагадує материнський корабель Чужий з фільму «Близькі контакти третього ступеня». Звідти гравці можуть отримувати місії, модернізувати зброю та переглядати розблокований контент. Це також портал до кожного з земних налаштувань гри.

## Сюжет
Гра починається з того, що фурон Криптоспоридій-136 зависає над стартовим майданчиком, де військові випробовують ракету. Ракета запускається і знищує корабель, що перевозить Крипто-136, і залишає його смертельно пораненим. Пізніше Крипто-136 був захоплений армією США. Через деякий час Криптоспоридій-137 потрапляє на Землю з іншим фуроном, Ортопоксом-13. Криптоспоридій (на прізвисько Крипто) прибуває з наміром врятувати 136, в той час, як Ортопокс (на прізвисько Віспа) бажає витягти стовбури людського мозку для вивчення. Крипто прибуває на ферму Ріпа на півдні США, де Віспа приймає корів за домінуючу форму життя на Землі. Агентство Majestic дізнається про присутність фуронів, коли Крипто знищує армійську бригаду, що проходить через цю територію. Віспа, спілкуючись з Крипто через пристрій, схожий на голограму, розкриває Крипто, що причина, по якій йому потрібні стовбури людського мозку, полягає в тому, що вони містять чисту фуронську ДНК, передану їм фуронськими розвідниками багато століть тому, коли фурони зупинилися на Землі для «берегової відпустки» після війни з Марсом, який Фуронська імперія зробила непридатним для життя.
Після декількох місій у містечку Роквілл на Середньому Заході та каліфорнійському передмісті Санта-Модеста, Крипто і Віспа дізнаються про Majestic і починають руйнувати спроби уряду зупинити їх, виконуючи такі дії, як знищення Зони 42 за допомогою атомної бомби та перемога над своїм постійним ворогом, Армквістом, главою армії. Протягом гри різні дії Крипто приховуються урядом та засобами масової інформації, які приписують їх або нещасним випадкам або комунізму.
Після тимчасового захоплення в Юніон-Тауні, кульмінація гри настає в Капітолії, де Крипто вбиває президента Гаффмана і жорстоко розправляється з усіма членами Конгресу. Незабаром уряд США, здавалося б, капітулює перед фуронами. Перед Капітолієм Крипто зустрічається з Силуетом, лідером Majestic. Після короткої сутички з Силуетом, Крипто виявляє, що «він» — жінка. Силует відкриває Робо-През, який є височенним механізмом, керованим мозком президента Гаффмана. Крипто перемагає Робо-Преза на його літаючій тарілці, а потім перемагає Силует у фінальній битві на Октагоні. Коли Силует помирає, вона виявляє, що існують інші підрозділи Majestic в усьому світі. Однак Крипто впевнений, що без керівництва Силуету Majestic буде абсолютно безсилий протистояти поглинанню Фурона.
Гра закінчується виступом Гаффмана по телебаченню, який запевняє Америку, що останні події — справа рук комуністів, які отруїли американську воду і що в результаті по всій країні були створені центри тестування, які сканують людей на наявність шкідливих токсинів. Потім показано, як солдати армії неохоче заганяють людей у дивні машини, очевидно, для вилучення стовбура мозку. Потім виявляється, що Гаффман замаскований під Крипто.

### Персонажі
Фуронці: Походять з планети Фурон, помилково прийнятої за Ґорту організацією Majestica, в системі Проксима Центавра. Фурони — це іншопланетяни, які зовні схожі на «сірих», за винятком того, що мають роти, повні гострих зубів. Фурони названі на честь хвороб і є високорозвиненою расою, яка використовує свої технології для суворої науки та жорстокої війни. Нерегульована атомна зброя спричинила фатальну мутацію у раси фуронів, внаслідок чого вони більше не можуть розмножуватися через відсутність геніталій. Використовуючи свої передові біотехнології, вони почали клонувати себе, роблячи кожного фурона фактично безсмертним, пам'ять і особистість технологічно передавалися кожному новому клону. Однак з кожним новим клоном в генетичному матеріалі з'являлися помилки, що призводили до непередбачуваних результатів. Без вливання незіпсованої ДНК фуронів вони клонуватимуть себе до вимирання.

## Ігровий процес
У грі Destroy All Humans! гравці беруть на себе роль Криптоспоридія-137 (скорочено Крипто), воїна і представника фуронів — раси войовничих іншопланетян з великою імперією, яка постійно захоплює нові світи шляхом завоювань. Після того, як століття війни проти нижчих видів із застосуванням неконтрольованої ядерної зброї залишили їхній вид імпотентним і позбавленим геніталій, фурони виявилися нездатними до статевого розмноження і були змушені звернутися до клонування як до засобу розмноження, а також до процесу, за допомогою якого можна досягти безсмертя. Однак через покоління клонів ДНК фуронів деградує і кожен клон стає все менш і менш стабільним.
На щастя для фуронів, один з їхніх кораблів-розвідників натрапив на Землю багато тисячоліть тому, повертаючись з підкорення Марса. Щоб «випустити трохи пари», фуронські космічні мандрівники запліднили «статевозрілих» предків людської раси, вставивши в людський генофонд нитку фуронської ДНК.
Через це кожна людина містить у своєму генетичному коді невелику кількість ДНК фурону. Крипто вирушає на Землю, щоб зібрати цю ДНК зі стовбурів людського мозку, знайти та врятувати свій попередній клон, Криптоспоридій-136, і очолити вторгнення фуронів на Землю. Гра побудована в стилі пісочниці. У розпорядженні гравця є вибір зброї та ментальних здібностей, а також доступ до літаючої тарілки Крипто. «Destroy All Humans!» реалізує рушій Havok.

### Зброя та здібності
Крипто володіє найсучаснішою фуронською зброєю, яка знаходиться як на його літаючій тарілці, так і на ньому самому.
Тарілка оснащена «Променем смерті», який може спалювати людей, транспортні засоби та будівлі; «Променем викрадення» — променем-тягачем, який може підіймати людей та предмети і підкидати їх у повітря; «Квантовим деконструктором» — надпотужною ядерною зброєю, яка може запускати радіоактивні бомби, що повністю знищують все в радіусі дії; та «Звуковим бумом» — бомбою, яка може вибухнути при контакті і викликати поштовхи в радіусі вибуху, подібні до потрясінь.
На ногах Крипто має арсенал з чотирьох видів зброї, серед яких «Зеп-О-Матік» — пістолет, який випромінює електричний заряд, що вражає жертву струмом; «Анальний зонд» — потужний стрижень, який входить в пряму кишку жертви і викорчовує збагачений ДНК мозок; «Дезінтегруючий промінь» — промінь-руйнівник, який перетворює плоть і органи жертви на попіл, залишаючи від неї лише обвуглений скелет; і «Іонний детонатор» — фуроновый еквівалент гранатомета. Він також оснащений модернізованим реактивним ранцем, який допомагає йому долати великі відстані.
Фурони мають психокінетичну здатність на прізвисько ГолоБоб імітувати зовнішність будь-якої людини, що знаходиться поблизу. Це дозволяє фурону подорожувати серед людей непоміченим. ГолоБоб вимагає концентрації, яку можна постійно поповнювати, читаючи думки несвідомих людей або інших тварин. Це маскування не позбавлене недоліків, оскільки Majestic має здатність бачити наскрізь і руйнувати маскування. Крипто спалахує червоним кольором при наближенні до агента Majestic; якщо він підійде надто близько, маскування зникне. Крім того, він може використовувати здатність, відому як психокінез, що дозволяє психокінетично переміщати об'єкти навколо.

## Розробка
Гра була задумана Меттом Гардінгом під час його роботи в Pandemic Studios, оскільки після того, як Microsoft відхилила сімейну ігрову концепцію, він жартома запропонував «гру, де ви вбиваєте всіх», запропонувавши назву Destroy All Humans. Бувши фанатом наукової фантастики, Гардінг навіть думав про використання концепції гри в ролі іншопланетного загарбника, чого він не бачив у відеоіграх і що слугувало «передумовою для того, щоб зробити бездумне руйнування, яке має сенс». Гардінг ніколи не працював над грою, відчуваючи, що йому бракує «енергії або інтересу», щоб «витратити два роки свого життя на написання гри про вбивство всіх». Він навіть заперечував, чому поряд з пішими діями, що нагадують Grand Theft Auto, були місії на літаючих тарілках — «Якщо у вас є космічний корабель, навіщо вам взагалі виходити?» — але наполягав на сатиричній грі й решта учасників Pandemic Studios прийняли цю ідею, взявши за основу комедійний підхід до гри. Незабаром після цього Гардінг поїхав на свою азійську прогулянку і почав записувати деякі кадри, які згодом стали відеороликами «Де, чорт забирай, Метт?». Гра також спонсорувала ECW One Night Stand.

## Огляди
| Агрегатор  | Оцінка                     |
| ---------- | -------------------------- |
| Metacritic | (Xbox) 76/100 (PS2) 74/100 |

| Видання                            | Оцінка                     |
| ---------------------------------- | -------------------------- |
| Electronic Gaming Monthly          | 7/10                       |
| Eurogamer                          | 7/10                       |
| Game Informer                      | 8/10                       |
| GamePro                            | [ 11 ]                     |
| GameRevolution                     | C+                         |
| GameSpot                           | 7.5/10                     |
| GameSpy                            | [ 14 ]                     |
| GameTrailers                       | 7.8/10                     |
| GameZone                           | (Xbox) 7.7/10 (PS2) 7.4/10 |
| IGN                                | 7/10                       |
| Official U.S. PlayStation Magazine | [ 19 ]                     |
| Official Xbox Magazine (США)       | 8.5/10                     |

Destroy All Humans! отримала «загалом позитивні» відгуки, згідно з оцінкою агрегатора рецензій Metacritic.
GameZone сподобалась глибина руйнувань: «Самі рівні мають потенціал для великої шкоди».
IGN високо оцінив презентацію гри, заявивши: «Феноменально. Хороші закулісні масовки. Чудові кадри. Відмінний макет. Справді, добре зроблено», але вони вважали, що гра могла б використати поглибленіший стелс-аспект: «Як це трапляється, нерозвиненість стелсу повною мірою виявляється однією з частин більшої проблеми, що лежить в основі».
TeamXbox відзначили чудову графіку, заявивши, що Destroy All Humans! — це «просто насолода для очей».
Maxim поставив їй оцінку вісім з десяти і сказав: «Нагадує Grand Theft Alien, тут є безліч місій, які потрібно виконати, хоча ви також можете просто бродити, вбиваючи брудних людей і знищуючи їхні речі».
Sydney Morning Herald дав грі чотири зірки з п'яти і сказав: «Свобода створювати хаос приголомшлива, але деяким місіям бракує різноманітності».
The New York Times також схвально відгукнулася про гру, але зауважила, що «шкода, що геймплею бракує майже бездоганної досконалості сюжету та подачі Destroy All Humans».
Detroit Free Press дала грі три зірки з чотирьох, назвавши її «дурнуватою забавкою і це компенсує багато її недоліків. Але я не зміг пробачити періодичну нудність і досить коротку тривалість, щоб дати кращу оцінку».
До березня 2006 року було продано більше 1 мільйона копій гри.